# Onthophagus haematopus
Onthophagus haematopus là một loài bọ cánh cứng trong họ Bọ hung (Scarabaeidae).